# Arroyo del Sauce (Río Arapey)
Der Arroyo del Sauce ist ein Fluss in Uruguay.
Er entspringt auf dem Gebiet des Departamento Salto einige Kilometer südöstlich von Pueblo Cayetano nahe der dort ebenfalls gelegenen Quelle des Arroyo Mataojito. Von dort verläuft er in nordwestlicher Richtung durch die Cuchilla de las Cañas und mündet schließlich als linksseitiger Nebenfluss in den Río Arapey.